# ジミー・マック
「ジミー・マック」（Jimmy Mack）は、マーサ&ザ・ヴァンデラスが1967年に発表した楽曲。作詞作曲はホーランド＝ドジャー＝ホーランド。

## 概要
1963年3月、シフォンズの「いかした彼」はビルボード・Hot 100の1位に到達し、4週連続でトップを維持した。しかし「いかした彼」を書いたロニー・マックはホジキンリンパ腫にすでに冒されており、同じ年、23歳の若さでこの世を去った。
彼の死後ソングライターたちが集まる会合があり、その宴席で母親のルイーズ・マックが代理でスピーチを行った。会合に出席したラモント・ドジャーとエディ・ホーランドはルイーズのスピーチに感銘を受け、そこから本作品が生まれることとなった。1964年3月2日、マーサ&ザ・ヴァンデラスのシングル用にデトロイトのヒッツヴィルUSAでレコーディングは行われた。リード・ボーカルのマーサ・リーヴズは恋人の不在を切々と訴える。「ジミー・マック、あなたはいつになったら帰ってくるの？／始終言い寄ってくる男の子がいるものだから、抵抗し続けるのも時間の問題かも／だいたいあの男は一日に3回も電話をかけてくるのよ／私の彼氏はあなたしかいないと決めたのに」
ところがモータウンの幹部が当時始まりつつあったベトナム戦争に関連づけられることを恐れたため、お蔵入りとなる
1967年2月3日、マーサ&ザ・ヴァンデラスはようやくシングルA面として発表することができた。ベトナム戦争はすでにアメリカにおいて最も大きな社会問題となっており、多くの人々は "ジミー・マック" をベトナムに従軍した兵士としてとらえた。
ビルボード・Hot 100で10位を、R&Bチャートでは1位を記録した、全英シングルチャートでは21位を記録した。

## カバー・バージョン
- ジェームズ・ブラウン - 1967年のシングル。ブラウンはオルガンをのみ弾いている[5]。
- ローラ・ニーロ - 1971年のアルバム『ゴナ・テイク・ア・ミラクル』に収録[6]。
- ボニー・ポインター - 1979年のセカンド・アルバム『Bonnie Pointer』に収録。
- サンディー - 1980年のアルバム『イーティン・プレジャー』に収録。
- 大野えり - 1983年のアルバム『talk of the town』に収録。
- シーナ・イーストン - 1985年のアルバム『Do You』に収録。また、シングルカットされた。
- フィル・コリンズ - 2010年のアルバム『Going Back』に収録。